# Próba Barany'ego

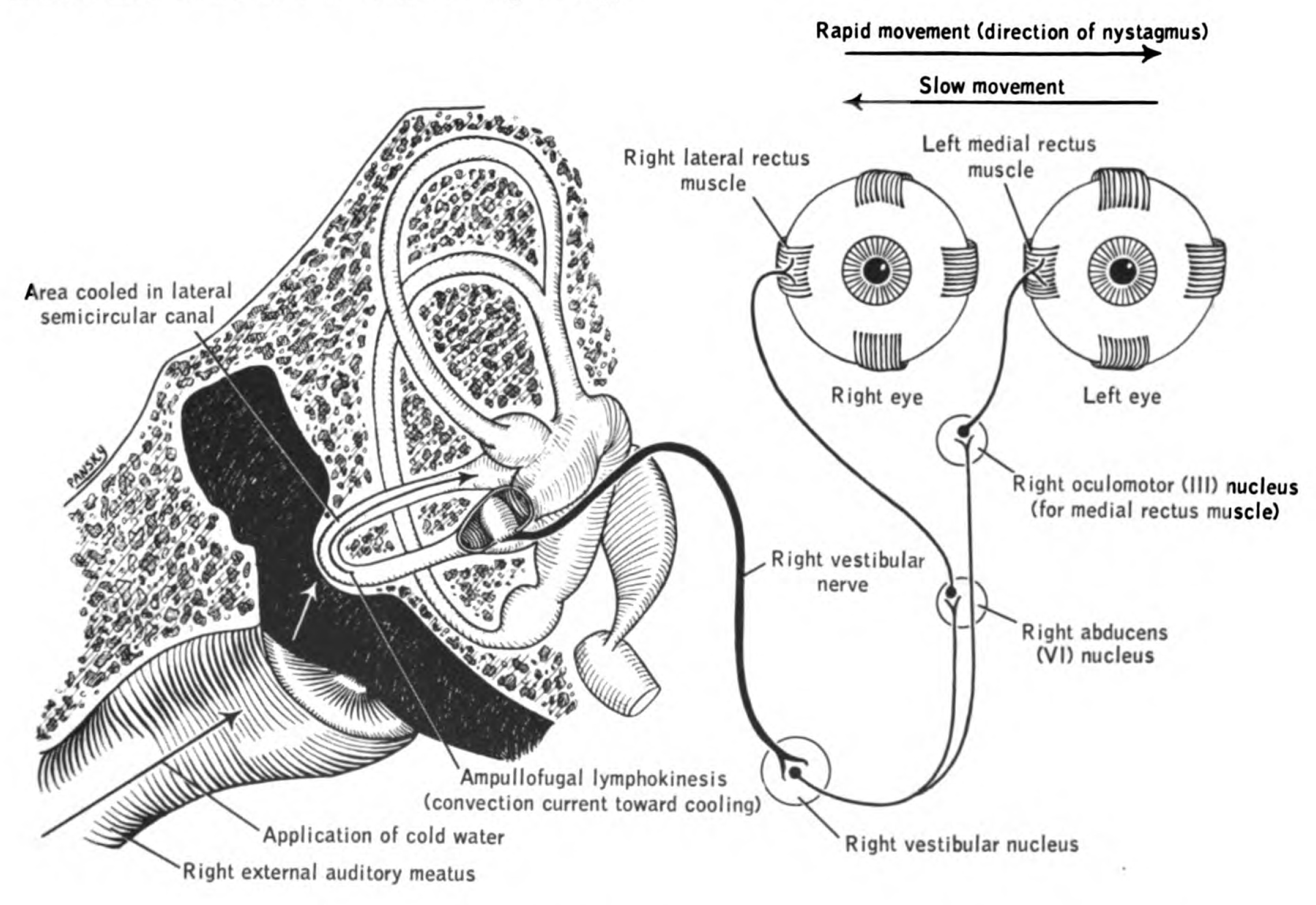

Próba Barany'ego (ang. Barany's test) – próba czynnościowa oceniająca funkcję błędnika. Polega na ocenie oczopląsu po podaniu ciepłej lub zimnej wody do przewodu słuchowego zewnętrznego. Opisał ją Robert Bárány w 1906 roku.